# ベント・デ・ゴイス

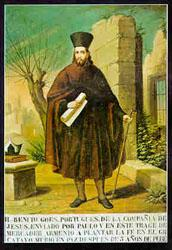

ベント・デ・ゴイス（Bento de Góis、1562年 - 1607年4月11日）はポルトガルのイエズス会修道士。ムガル帝国で宣教した。インドから中国まで陸路を旅したことで知られる。
名はラテン語化してBenedictusとも呼ばれる。姓はGoes, Goës ともつづり、このため「ゴエス」と書かれることもある。中国名は鄂本篤(È Běndǔ)。

## 略歴
ゴイスはアゾレス諸島のサンミゲル島にあるヴィラ・フランカ・ド・カンポで生まれた。インドへは軍人として渡航したが、1584年にゴアのイエズス会に入会した。
ムガル帝国のアクバルはイエズス会士を宮廷に招き、1595年にジェロニモ・シャヴィエルおよびマヌエル・ピニェイロとともにゴイスは当時の首都ラホールの宮廷に入った。しかしアクバルはキリスト教を特別扱いしたわけでなく単に宗教的に寛容なだけであり、イスラム教徒をキリスト教に改宗させるのは困難だった。

### 中国へ
同じ頃北京入りしたマテオ・リッチはマルコ・ポーロなどに言う「カタイ」が中国のことであると判断した。しかし当時の地図ではカタイを中国の北に置いていることが多かった。また、キリスト教国と伝えられていたカタイと中国は異なっていた。そこでシャヴィエルはゴイスにインドからカタイへ陸路を探検させた。
ゴイス本人による旅行記録は残っておらず、わずかな記録の断片およびゴイスに同行したアルメニア人キリスト教徒であるイサクの口述を元にリッチはゴイスの旅行を再構成した。このためゴイスの通った経路には不明の点も多く、記録の信頼性はあまり高くない。ほかにゴイス本人による書簡や、ゲレイロによる記録が残っている。
ゴイスらの一行は商人に変装して1602年にアグラを出発してラホールに至り、そこで500人ほどからなるキャラバンの一行に加わった。キャラバンはカーブルを経てパミール高原を越える困難な旅の末、おそらく1603年11月にカシュガル王国の首都であるヤルカンドに到着した。ヤルカンドには1年ほど滞在し、それから別のキャラバンに参加して天山南路を東進した。アクスを経てチャリス（焉耆）に至ったとき、マテオ・リッチと北京で一緒にいたというイスラム教徒に会った。これでカタイと中国が同一であると確信したゴイスは、さらにトルファン、ハミを経て1605年末に粛州に到着し、そこからリッチへ手紙を送ったが、ゴイスはリッチの中国名を知らず、住所もラテン文字で書いたために最初の手紙は行方不明になり、1606年の復活祭に書いた次の手紙が11月に届いた。リッチはポルトガル語が話せる中国人キリスト教徒のフェルナンデス（鍾鳴礼）をゴイスのもとに送ったが、ゴイスは粛州で病死した。

## 関連文献
- Guerreiro, Fernão (1930). Jahangir and the Jesuits, with an account of the travels of Benedict Goes and the Mission to Pegu. George Routledge and Sons（C. H. Payne による英語訳）